# Циклоида
Циклоида (от гръцки: κυκλος — „окръжност“ и ειδος — „породен от“, буквално „породена от окръжността“) е равнинна трансцендентна крива, описана с параметричните уравнения
{\displaystyle x=rt-r\sin t\!},
{\displaystyle y=r-r\cos t\!}.
или декартовото: {\displaystyle x=r\cos ^{-1}\left(1-{\frac {y}{r}}\right)-{\sqrt {2ry-y^{2}}}}
Представлява траекторията на точка от окръжност с радиус {\displaystyle r}, търкаляща се по права (в примера тази права е хоризонталната координатна ос).
Лицето на заградената между правата и циклоидата площ е {\displaystyle S=3\pi r^{2}}, а дължината ̀и е {\displaystyle L=8r}

## История
Циклоидата не е била известна в древността и по всяка вероятност се появява за първи път у Шарл де Бувил в негов труд от 1501 г., посветен на квадратурата на кръга. Името си „циклоида“ кривата получава през 1599 г., когато с нея се занимава Галилео Галилей, който първи започва да изследва свойствата ѝ.
Впоследствие интересът към циклоидата се задълбочава. Жерар Дезарг предлага приложението ѝ в производството на зъбни колела. В периода 1634 - 1636 г. Жил дьо Робервал доказва, че лицето, ограничено от циклоидата е три пъти по-голямо от лицето на съответния кръг, който я поражда. Този резултат е потвърден и от Ферма и Декарт. През 1658 г. Кристофър Рен я ректифицира. Хюйгенс открива нейната изохронност, а Йохан Бернули — че е брахистрохрона.